# 布赖讷勒孔特站
布赖讷勒孔特站（法語：Gare de Braine-le-Comte）是比利时埃诺省城市布赖讷勒孔特的鐵路車站。该车站于1841年启用，位于比利时96、117和123号铁路线上。

## 列车服务
该站提供以下列车服务：
- 城际列车 (IC-06A) 蒙斯 - 布赖讷勒孔特 - 布鲁塞尔 - 布鲁塞尔机场
- 城际列车 (IC-11) 班什 - 布赖讷勒孔特 - 哈勒 - 布鲁塞尔 - 梅赫伦 - 蒂伦豪特（周一至周五）
- 城际列车 (IC-14) 基耶夫兰 - 蒙斯 - 布赖讷勒孔特 - 哈勒 - 布鲁塞尔 - 鲁汶 - 列日（周一至周五）
- 城际列车 (IC-22) 班什 - 布赖讷勒孔特 - 哈勒 - 布鲁塞尔 - 梅赫伦 - 安特卫普（周末）
- 地方列车 (L-04) 瑞尔比斯 - 布赖讷勒孔特（周一至周五）
- 地方列车 (L-19) 布赖讷勒孔特 - 埃科西讷 - 马纳日（周一至周五）
- 布鲁塞尔城市快铁（法语：Réseau express régional bruxellois） (S2) 布赖讷勒孔特 - 哈勒 - 布鲁塞尔 - 鲁汶